# Démographie de Saint-Michel (Loiret)
Pour les articles homonymes, voir Saint-Michel.
La démographie de Saint-Michel, commune française rurale du département du Loiret, en région Centre-Val de Loire, est caractérisée par une densité faible et une population faible, stable depuis les années 1990.
En 2014, Saint-Michel comptait 126  habitants, soit une évolution de 4.1 % par rapport à 2006. La population est plus âgée que celle de la France métropolitaine.
L'évolution démographique, les indicateurs démographiques, la pyramide des âges, l'état matrimonial, les caractéristiques de l'emploi et le niveau de formation sont détaillés ci-après.

## Évolution démographique
L'évolution du nombre d'habitants est connue à travers les recensements de la population effectués périodiquement dans la commune depuis 1793. 
Après avoir présenté un maximum en 1831 avec 384 habitants, la population de la commune diminue jusqu'en 1990 avec un minimum à 115 habitants puis se stabilise.
Une réforme du mode de recensement permet à l'Insee de publier les populations légales des communes annuellement à partir de 2006. Pour les communes de moins de 10 000 habitants, les recensements ont lieu tous les cinq ans, les populations légales intermédiaires sont quant à elles estimées par calcul. Le premier recensement exhaustif de la commune entrant dans le cadre de ce nouveau dispositif a eu lieu en 2005.
En 2014, Saint-Michel comptait 126  habitants, soit une évolution de 4.1 % par rapport à 2006.
| 1793 | 1800 | 1806 | 1821 | 1831 | 1836 | 1841 | 1846 | 1851 |
| ---- | ---- | ---- | ---- | ---- | ---- | ---- | ---- | ---- |
| 316  | 325  | 312  | 380  | 384  | 337  | 336  | 320  | 323  |

| 1856 | 1861 | 1866 | 1872 | 1876 | 1881 | 1886 | 1891 | 1896 |
| ---- | ---- | ---- | ---- | ---- | ---- | ---- | ---- | ---- |
| 298  | 296  | 295  | 296  | 296  | 269  | 279  | 242  | 250  |

| 1901 | 1906 | 1911 | 1921 | 1926 | 1931 | 1936 | 1946 | 1954 |
| ---- | ---- | ---- | ---- | ---- | ---- | ---- | ---- | ---- |
| 227  | 223  | 197  | 177  | 172  | 191  | 188  | 181  | 154  |

| 1962 | 1968 | 1975 | 1982 | 1990 | 1999 | 2005 | 2010 | 2014 |
| ---- | ---- | ---- | ---- | ---- | ---- | ---- | ---- | ---- |
| 145  | 125  | 119  | 129  | 115  | 143  | 124  | 125  | 126  |

## Indicateurs démographiques

### Densité
La densité de population de Saint-Michel, mesurant le nombre de personnes par unité de surface, est passée de 24,3 habitants/km2 en 1968 à 23,7 en 2009. Elle est, en 2009, 4,1 fois plus faible que la densité moyenne du département du Loiret (96,5), 2,7 fois plus faible que celle de la région Centre (64,8) et 4,8 fois que celle de la France métropolitaine (114,8).
Cet indicateur situe la commune au 239e rang au niveau départemental (sur 334 communes) et au 24 354e au niveau national (France métropolitaine), sur 36 575 communes.
|                           | Saint-Michel | Saint-Michel | Saint-Michel | Saint-Michel | Saint-Michel | Saint-Michel | Loiret  | Centre    | France     |
|                           | 1968         | 1975         | 1982         | 1990         | 1999         | 2009         | 2009    | 2009      | 2009       |
| ------------------------- | ------------ | ------------ | ------------ | ------------ | ------------ | ------------ | ------- | --------- | ---------- |
| Population                | 125          | 119          | 129          | 115          | 143          | 122          | 653 510 | 2 538 590 | 62 465 709 |
| Densité moyenne (hab/km²) | 24,3         | 23,2         | 25,1         | 22,4         | 27,8         | 23,7         | 96,5    | 64,8      | 114,8      |

### Soldes naturels et migratoires
La variation moyenne annuelle de la population s'est relativement tassée depuis les années 1970. De -0,7 % sur la période 1968-1975, elle est passée à -1,6 % sur la période 1999-2009, quand celle du département du Loiret a baissé de 1,9 % à 0,6 %. Le solde naturel annuel, qui est la différence entre  le nombre de naissances et le nombre de décès enregistrés au cours d'une même année, connaît une forte baisse, puisque la variation annuelle due au solde naturel passe de 0 à -0,9. La baisse du taux de natalité, qui passe de 4,7 % à 3,8 %, est en fait relativement compensée par la baisse du taux de mortalité, qui parallèlement passe de 10,9 à 8,6.
Le flux migratoire reste relativement stable, le taux annuel passant de -0,7 à -0,7 %, traduisant une stabilisation des implantations nouvelles dans la commune.
Le taux de natalité est passé de 4,7 ‰ sur la période 1968-1975 à 3,8 ‰  sur la période 1999-2009.  Celui du département était sur la période 1999-2009 de 13,1 ‰ et celui de la France métropolitaine de  12,8 ‰.
Le taux de mortalité est quant à lui passé de 4,7 ‰ sur la période 1968-1975 à 12,8 ‰  sur la période 1999-2009. Celui du département était sur cette dernière période de 8,5 ‰ et celui de la France de 8,8 ‰.
Évolution sur la période 1968-2009
|             |                                                    | 1968 à 1975 | 1975 à 1982 | 1982 à 1990 | 1990 à 1999 | 1999 à 2009 |
| ----------- | -------------------------------------------------- | ----------- | ----------- | ----------- | ----------- | ----------- |
| Commune     | Variation annuelle moyenne de la population (en %) | -0,7        | 1,2         | -1,4        | 2,4         | -1,6        |
| Commune     | - due au solde naturel (en %)                      | 0           | -0,2        | -0,1        | -0,4        | -0,9        |
| Commune     | - due au solde apparent des entrées sorties (en %) | -0,7        | 1,4         | -1,3        | 2,9         | -0,7        |
| Commune     | Taux de natalité (en ‰)                            | 4,7         | 5,8         | 8,1         | 3,5         | 3,8         |
| Commune     | Taux de mortalité (en ‰)                           | 4,7         | 8,1         | 9,2         | 7,9         | 12,8        |
| Département | Variation annuelle moyenne de la population (en %) | 1,9         | 1,3         | 1           | 0,7         | 0,6         |
| France      | Variation annuelle moyenne de la population (en %) | 0,8         | 0,5         | 0,5         | 0,4         | 0,7         |

Mouvements naturels sur la période 1999-2009

## Âge de la population

### Indice de jeunesse
La population de Saint-Michel présente en 2009 une structure par grands groupes d'âge plus âgée que celle de la France métropolitaine
. 
Il existe en effet trente-six jeunes de moins de 20 ans pour cent personnes de plus de 60 ans, alors que pour la France l'indice de jeunesse, qui est égal à la division de la part des moins de 20 ans par la part des plus de 60 ans, est de 1,06. L'indice de jeunesse de la commune est également inférieur à celui  du département (1,1) et à celui de la région (0,95).
La population a vieilli entre 1999 et 2009, le taux des personnes de 60 ans et plus passant de 32 % à 44 %, à l'instar des populations du département et de la France qui sont aussi passées respectivement de 20 à 23 % pour le Département et de 20 à 23 % pour la France métropolitaine. 
|                    | Saint-Michel | Loiret | Centre | France |
| ------------------ | ------------ | ------ | ------ | ------ |
| Ensemble           | 100          | 100    | 100    | 100    |
| moins de 20 ans    | 16           | 24,7   | 23,4   | 23,8   |
| de 20 à 59 ans     | 5,6          | 52,7   | 51,9   | 53,6   |
| 60 ans ou plus     | 44,8         | 22,5   | 24,7   | 22,6   |
| Indice de jeunesse | 0,36         | 1,1    | 0,95   | 1,06   |

|                | Saint-Michel | Saint-Michel | Saint-Michel | Saint-Michel | Loiret | Loiret | France | France |
|                | 2009         | 2009         | 1999         | 1999         | 2009   | 1999   | 2009   | 1999   |
| -------------- | ------------ | ------------ | ------------ | ------------ | ------ | ------ | ------ | ------ |
|                | nb           | %            | nb           | %            | %      | %      | %      | %      |
| Ensemble       | 122          | 100          | 143          | 100          | 100    | 100    | 100    | 100    |
| 0-14 ans       | 9            | 7            | 24           | 17           | 19     | 20     | 18     | 19     |
| 15-29 ans      | 21           | 18           | 13           | 9            | 18     | 20     | 19     | 20     |
| 30-44 ans      | 10           | 8            | 29           | 20           | 20     | 22     | 20     | 22     |
| 45-59 ans      | 27           | 22           | 32           | 22           | 20     | 18     | 20     | 18     |
| 60-74 ans      | 37           | 30           | 27           | 19           | 14     | 13     | 14     | 13     |
| 75 ans ou plus | 18           | 14           | 18           | 13           | 9      | 7      | 9      | 7      |

 1999  2009

### Pyramide des âges
La pyramide des âges, à savoir la répartition par sexe et âge de la population, de la commune de Saint-Michel en 2009 ainsi que, comparativement, celle du département du Loiret la même année, sont représentées avec les graphiques ci-dessous.
La population de la commune comporte 50,4 % d'hommes et 49,6 % de femmes. Les tranches pour lesquelles le déséquilibre est le plus prononcé en faveur des femmes sont les tranches 30-44 ans (+20 % de femmes) et 75-90 ans (+25 % de femmes).
| Hommes | Classe d’âge | Femmes |
| ------ | ------------ | ------ |
| 1,6    | 90 ans ou +  | 1,6    |
| 9,5    | 75 à 89 ans  | 16,1   |
| 28,6   | 60 à 74 ans  | 32,3   |
| 25,4   | 45 à 59 ans  | 19,4   |
| 6,3    | 30 à 44 ans  | 9,7    |
| 20,6   | 15 à 29 ans  | 14,5   |
| 7,9    | 0 à 14 ans   | 6,5    |

| Hommes | Classe d’âge | Femmes |
| ------ | ------------ | ------ |
| 0,4    | 90 ans ou +  | 1,1    |
| 6,6    | 75 à 89 ans  | 9,5    |
| 13,4   | 60 à 74 ans  | 13,9   |
| 20,1   | 45 à 59 ans  | 20,0   |
| 20,3   | 30 à 44 ans  | 19,5   |
| 19,3   | 15 à 29 ans  | 17,7   |
| 19,9   | 0 à 14 ans   | 18,2   |

## Familles

### État matrimonial
L'état matrimonial légal désigne, selon l'Insee, la situation conjugale d'une personne au regard de la loi : célibataire, mariée, veuve, divorcée.En 2009, la commune comptait 28,4 % de célibataires, 62,9 % de personnes mariées, 6 % de veufs ou veuves et 2,6 % de divorcé(e)s. Le taux de personnes mariées apparaît ainsi très supérieur à celui du département (49,8 %) mais aussi de la France (47,5 %).
|               | Saint-Michel | Saint-Michel | Saint-Michel | Loiret | France |
| ------------- | ------------ | ------------ | ------------ | ------ | ------ |
|               | Hommes       | Femmes       | Total        | Total  | Total  |
| Célibataires  | 35,1 %       | 22,8 %       | 28,4 %       | 35,6 % | 37,5 % |
| Marié(e)s     | 63,2 %       | 61,4 %       | 62,9 %       | 49,8 % | 47,5 % |
| Veufs, veuves | 0 %          | 12,3 %       | 6 %          | 7,6 %  | 7,7 %  |
| Divorcé(e)s   | 1,8 %        | 3,5 %        | 2,6 %        | 7 %    | 7,4 %  |

### Taille des ménages
Le nombre de ménages 
tend à croître plus vite que la population : + 1,72 % par an en moyenne en France métropolitaine pour le nombre de ménages entre 1968 et 2009, + 0,74 % pour la population (tableau ci-après). Le nombre moyen de personnes par ménage tend en effet à baisser : égal à 3,06 en 1968, il n’est plus que de 2,4 en 1999 et de 2,27 en 2009.
La tendance est similaire pour la commune. Le nombre moyen de personnes par ménage tend également à baisser : égal à 3,13 en 1968, il n’est plus que de 2,7 en 1999 et de 2,36 en 2009.
|                       |                                | 1968   | 1975   | 1982   | 1990   | 1999   | 2009   | Évolution annuelle moyenne sur la période 1968-2009 (%) |
| --------------------- | ------------------------------ | ------ | ------ | ------ | ------ | ------ | ------ | ------------------------------------------------------- |
| Commune               | Population                     | 125    | 119    | 129    | 115    | 143    | 122    | -0,08 %                                                 |
| Commune               | Nombre de ménages              | 40     | 45     | 49     | 47     | 53     | 52     | 0,85 %                                                  |
| Commune               | Nombre de personnes par ménage | 3,13   | 2,64   | 2,63   | 2,45   | 2,7    | 2,36   | -0,91 %                                                 |
| France métropolitaine | Population (milliers)          | 49 712 | 52 592 | 54 335 | 56 615 | 58 521 | 62 466 | 0,74 %                                                  |
| France métropolitaine | Nombre de ménages (milliers)   | 15 831 | 17 783 | 19 665 | 21 540 | 23 810 | 26 866 | 1,72 %                                                  |
| France métropolitaine | Nombre de personnes par ménage | 3,06   | 2,88   | 2,7    | 2,57   | 2,4    | 2,27   | -0,96 %                                                 |

## Emploi
En 2009, les cadres et professions intellectuelles supérieures représentaient, avec 20 emplois, la catégorie socioprofessionnelle la plus importante de la population active de la commune (20,8 % contre 6,4 au niveau départemental). En 1999, ils étaient 4 et représentaient 3,4 % de la population active.
La commune comptait par ailleurs, en 2009, 47 retraités, soit 50 % de la population de la commune et 22,7 % de plus que le taux départemental. Cet écart s'est toutefois réduit par rapport à celui de 1999 puisqu'il était alors de 12,1 %.
|                                                   | Saint-Michel | Saint-Michel | Saint-Michel | Saint-Michel | Loiret | Loiret | France | France |
| ------------------------------------------------- | ------------ | ------------ | ------------ | ------------ | ------ | ------ | ------ | ------ |
| 2009                                              | 2009         | 1999         | 1999         | 2009         | 1999   | 2009   | 1999   |        |
| nb                                                | %            | nb           | %            | %            | %      | %      | %      |        |
| Ensemble                                          | 94           | 100          | 116          | 100          | 100    | 100    | 100    | 100    |
| Agriculteurs exploitants                          | 4            | 4,2          | 12           | 10,3         | 0,8    | 1,1    | 1      | 1,4    |
| Artisans, commerçants, chefs d'entreprise         | 0            | 0            | 0            | 0            | 2,8    | 3      | 3,3    | 3,5    |
| Cadres et professions intellectuelles supérieures | 20           | 20,8         | 4            | 3,4          | 7,9    | 6,4    | 8,7    | 6,7    |
| Professions intermédiaires                        | 4            | 4,2          | 4            | 3,4          | 14,7   | 12,8   | 13,9   | 12,1   |
| Employés                                          | 8            | 8,3          | 8            | 6,9          | 16,3   | 16,6   | 16,6   | 16,5   |
| Ouvriers                                          | 8            | 8,3          | 16           | 13,8         | 15,7   | 17,3   | 13,5   | 14,9   |
| Retraités                                         | 47           | 50           | 40           | 34,5         | 27,3   | 23,5   | 26,2   | 22,4   |
| Autres personnes sans activité professionnelle    | 4            | 4,2          | 32           | 27,6         | 14,5   | 19,3   | 16,9   | 22,6   |

 1999  2009

## Niveau de formation
Le taux de personnes non scolarisées sans diplôme a diminué entre 1999 (23 %) et 2009 (17,6 %). Il est inférieur à celui du Loiret (18,3 %)  et à celui de la France métropolitaine (18,3 %).
Parallèlement le taux de personnes titulaires d'un diplôme de l'enseignement supérieur long est passé de 2,7 % en 1999 à 6,5 % en 2009, un taux inférieur à celui du Loiret (10,5 %) et au taux national relatif à la France métropolitaine (12,7 %).
|                                                           | Saint-Michel | Saint-Michel | Saint-Michel | Saint-Michel | Loiret | Loiret | France | France |
| --------------------------------------------------------- | ------------ | ------------ | ------------ | ------------ | ------ | ------ | ------ | ------ |
| 2009                                                      | 2009         | 1999         | 1999         | 2009         | 1999   | 2009   | 1999   |        |
| nb                                                        | %            | nb           | %            | %            | %      | %      | %      |        |
|                                                           | 105          | 100          | 113          | 100          | 100    | 100    | 100    | 100    |
| Aucun diplôme                                             | 19           | 17,6 %       | 26           | 23 %         | 18,3   | 19,2   | 18,3   | 20     |
| Titulaires du certificat d'études primaires               | 20           | 18,5 %       | 33           | 29,2 %       | 12,4   | 19     | 11,1   | 17,6   |
| Titulaires du BEPC, brevet des collèges                   | 12           | 11,1 %       | 7            | 6,2 %        | 6,1    | 7,7    | 6,3    | 8,1    |
| Titulaires d'un CAP ou d'un BEP                           | 24           | 23,1 %       | 28           | 24,8 %       | 26,1   | 26,9   | 24     | 25     |
| Titulaires d'un baccalauréat ou d'un brevet professionnel | 19           | 17,6 %       | 12           | 10,6 %       | 15     | 11,4   | 15,9   | 12,1   |
| Titulaires d'un diplôme de l'enseignement supérieur court | 6            | 5,6 %        | 4            | 3,5 %        | 11,6   | 8,2    | 11,8   | 8,5    |
| Titulaires d'un diplôme de l'enseignement supérieur long  | 7            | 6,5 %        | 3            | 2,7 %        | 10,5   | 7,6    | 12,7   | 8,8    |

 1999  2009